# Banak
Banak (en armeni: Բանակ), Bana (en georgià: ბანა) o Penek, és una antiga localitat situada a Taik, una província de l'Armènia històrica del Principat d'Ibèria al segle IX. El jaciment, hui a l'est de Turquia (província d'Erzurum), és conegut sobretot per les restes de la seua església d'estil armeni, vinculada a un conjunt monàstic.

## Església

### Història

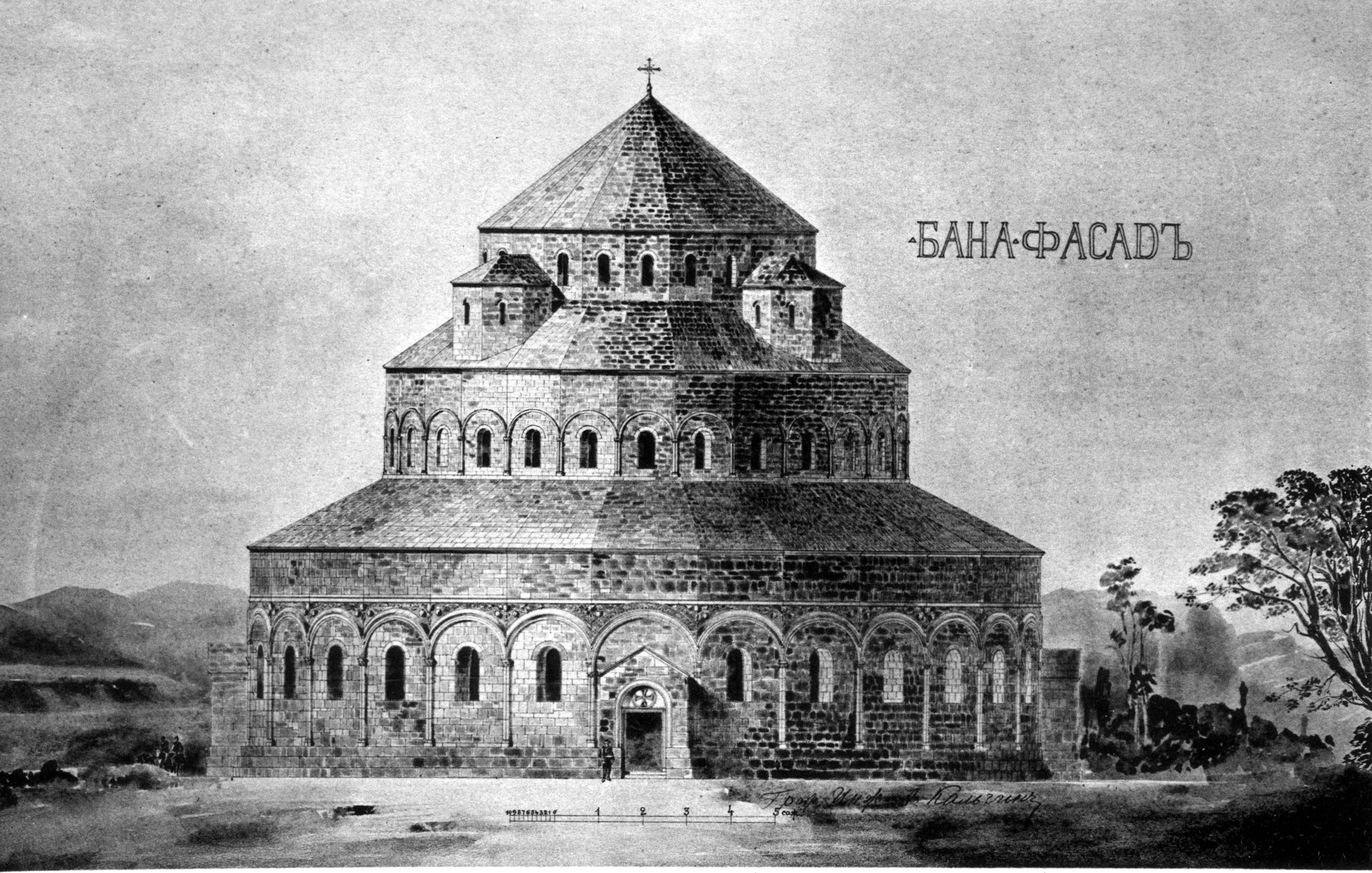
Reconstrucció hipotètica

L'autoria i la datació de l'església de Banak són controvertides. Alguns historiadors l'atribueixen al catholicos d'Armènia Nerses III el Constructor, que la va fer erigir durant la seva estada a Taik entre els anys 652 i 658. Altres historiadors la daten del segle IX, tot basant-se en la Crònica georgiana, que l'esmenta en relació amb Adarnases IV d'Ibèria del Tao (881-923): ell hauria ordenat la construcció de l'església sota el guiatge de Kwirike, futur primer bisbe de Bana. Els defensors de la datació del segle VII només ho veuen com una restauració de l'església, danyada després de les guerres entre àrabs i romans d'Orient.
Des de finals del segle IX, l'església es va convertir en una de les principals esglésies dels primers bagratunís georgians. La coronació de Bagrat IV de Geòrgia va tenir lloc ací el 1027 i el seu matrimoni amb Helena, neboda de l'emperador romà d'Orient Romà III Argir. Al segle XV, Vakhtang IV de Geòrgia i la seua esposa hi foren enterrats. Bana també és la seu d'un bisbat de l'Església ortodoxa georgiana.
L'església va patir greus danys durant les guerres russo-turques del segle XIX, així com per un terratrèmol del 1985.

### Arquitectura
L'edifici està construït segons el model de la Catedral de Zvartnots, una tetraconca de galeria. Tanmateix, es va reforçar amb la combinació dels quatre pilars de la cúpula amb quatre capelles angulars, i amb un anell de contraforts format per nínxols compartimentats adossats a la paret perifèrica. L'església també està relacionada amb Zvartnots per la decoració esculpida.